# Saint-Maurice-près-Crocq
Saint-Maurice-près-Crocq este o comună în departamentul Creuse din centrul Franței. În 2009 avea o populație de 119 de locuitori.

## Evoluția populației
| An        | 1975 | 1982 | 1990 | 1999 | 2006 | 2009 |
| --------- | ---- | ---- | ---- | ---- | ---- | ---- |
| Populație | 210  | 158  | 130  | 115  | 118  | 119  |